# Эскина (департамент)
Департамент Эскина  (исп. Departamento de Esquina) — департамент в Аргентине в составе провинции Корриентес.
Территория — 3723 км². Население — 30802 человек. Плотность населения — 8,30 чел./км².
Административный центр — Эскина.

## География
Департамент расположен на юго-западе провинции Корриентес.
Департамент граничит:
- на севере — с департаментом Гоя
- на северо-востоке — с департаментом Курусу-Куатия
- на востоке — с департаментом Саусе
- на юге — с провинцией Энтре-Риос
- на западе — с провинцией Санта-Фе

## Административное деление
Департамент включает 2 муниципалитета:
- Эскина
- Пуэбло-Либертадор

## Важнейшие населенные пункты[3]
| № | Населённый пункт  | Населённый пункт (исп.) | Категория | Население чел. (2010) | На карте                        |
| - | ----------------- | ----------------------- | --------- | --------------------- | ------------------------------- |
| 1 | Эскина            | Esquina                 | город     | 19081                 | 30°00′51″ ю. ш. 59°31′37″ з. д. |
| 2 | Пуэбло-Либертадор | Pueblo Libertador       | поселок   | 932                   | 30°13′17″ ю. ш. 59°23′27″ з. д. |